# William Dzus
William Dzus, nato Volodymyr Džus (in ucraino Володимир Джус?) (Černychivci, 5 gennaio 1895 – New York, 19 giugno 1964), è stato un ingegnere ucraino naturalizzato statunitense.

## Biografia
Fu l'inventore della vite Dzus. Fu anche uno dei fondatori dello Ukrainian Institute of America, una fondazione culturale, per la quale acquistò la Harry F. Sinclair House (attuale sede dell'istituto).